# Kévin das Neves
Kévin das Neves (Clermont-Ferrand, 8 de maio, 1986) é um futebolista da França.